# Trattato della pittura
Il Libro della pittura è un codice del XVI secolo basato su annotazioni di Leonardo da Vinci sulla pittura, probabilmente realizzato da Francesco Melzi attorno al 1540.

## Storia
L'origine del manoscritto è ignota. Il volume nel 1626 era a Casteldurante nella biblioteca di Francesco Maria II Della Rovere, ultimo duca di Urbino; passò in seguito in eredità al Papato e nel 1631 fu trasferito ad Urbino, passando poi nella Biblioteca alessandrina e infine alla Biblioteca vaticana.
Il testo del trattato è una ricostruzione postuma di annotazioni e teorie di Leonardo da Vinci su aspetti teorici e pratici della pittura. Secondo Luca Pacioli il trattato della pittura era già concluso nel 1498, ma non esistono versioni complete del testo di mano di Leonardo.
Si suppone che l'autore della rielaborazione sia stato Francesco Melzi, che nel 1519 ereditò i manoscritti di Leonardo. Apparentemente una prima versione manoscritta circolava già nel 1542, come testimonia un acquisto fatto da Benvenuto Cellini.

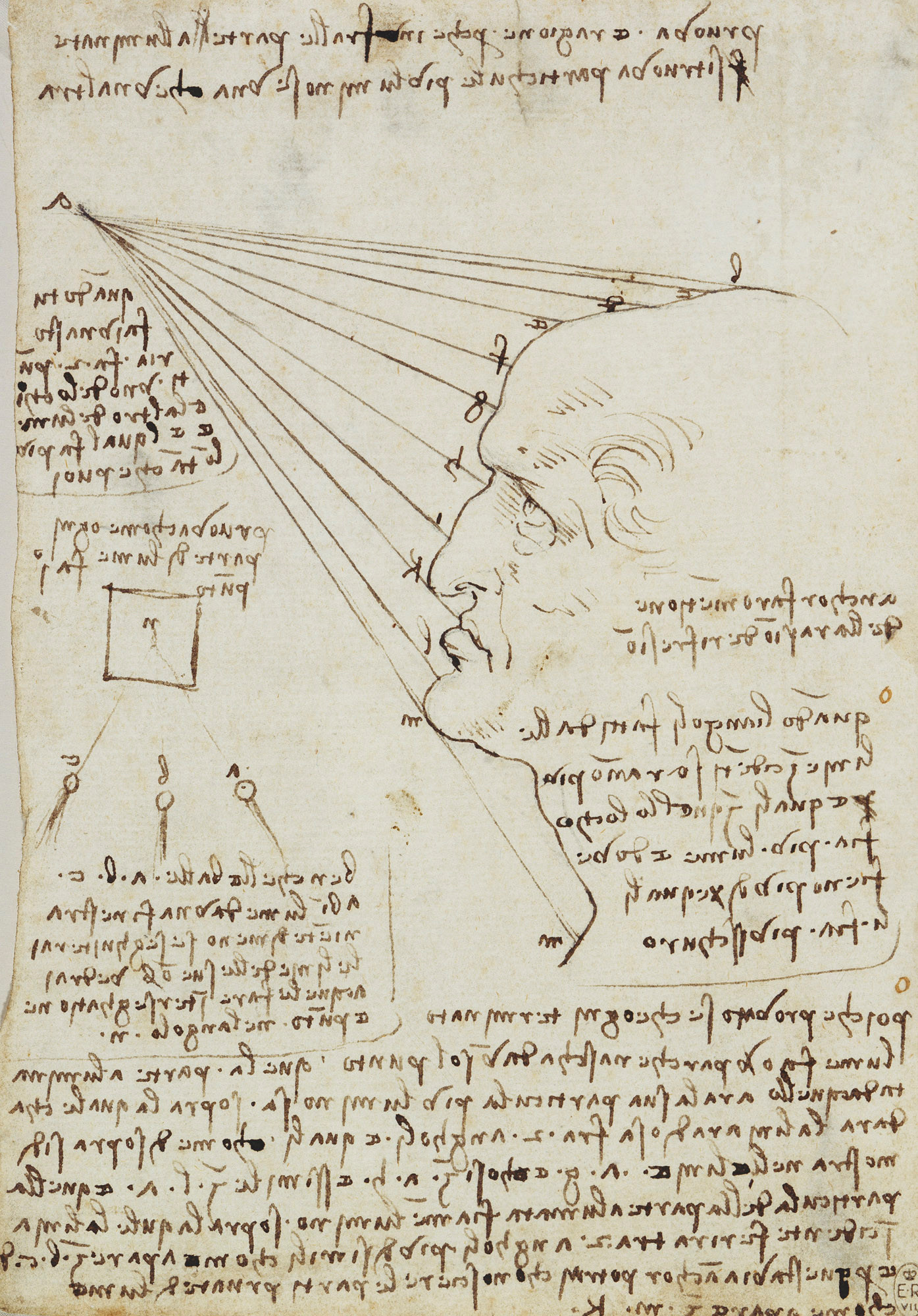
Foglio 12604 della Raccolta di Windsor

Al termine del manoscritto (330v-331r) è presente l'elenco di 18 codici di Leonardo utilizzati per la stesura del testo; solo una parte di essi è giunta fino ad oggi. Nell'elenco sono stati identificati i manoscritti oggi segnati come A (in parte oggi mancante), C, E, G, L, M, Trivulziano 2162 e Madrid II; una fonte è data anche dal foglio 12604 della Raccolta di Windsor.
Esistono diverse versioni manoscritte del Trattato della pittura che sono però prive di alcune parti del testo. Anche le edizioni italiana e francese pubblicate nel 1651 a Parigi contengono edizioni incomplete del testo rispetto a quella del codice urbinate. Solo nel 1817 fu realizzata la pubblicazione del testo basata su questo manoscritto.

## Descrizione
L'organicità della trattazione fa pensare che lo stesso Leonardo avesse concepito il "Trattato", suddividendolo in due macrosezioni: una prima teorica, dove si affermano i principi filosofici e ideali della pittura paragonandola anche alle altre arti meccaniche e liberali, con i principi dell'applicazione della prospettiva (lineare, aerea e cromatica), di luci e ombre; una seconda pratica, in cui Leonardo dà una serie di consigli e precetti al giovane pittore, su come assimilare le proporzioni di corpi e figure, e sulla rappresentazione dei moti e degli elementi naturali.
In relazione al processo di apprendimento dell’arte pittorica il precetto 69, che riguarda il   “Modo di bene imparare a mente”,   sostiene quanto segue:  “[…] quando hai disegnato una cosa medesima tante volte […] prova a farla senza lo esempio […] e dove trovi aver errato, lì […] ritorna all' esempio a ritrarre tante volte […]”. Questo significa che, applicando questo precetto, il praticante può instaurare delle forme mentali che, ripetendosi anche involontariamente, ne consentono il riconoscimento.  Più in generale, si potrebbe dire che l’applicazione di precetti permette la diretta individuazione di stili e correnti artistiche.
Il filo conduttore del Trattato, così diverso dalla tradizione didascalica del Libro dell'Arte di Cennino Cennini, è l'esercizio della "filosofia del vedere", cioè il saper cogliere la rivelazione della Natura tramite l'osservazione penetrante. Ogni aspetto viene infatti ricondotto alla comprensione sistematica di quei fenomeni fisici, matematici e geometrici che ne determinano la percezione visiva. Per Leonardo è proprio l'applicazione della logica, delle discipline matematiche e geometriche, dell'anatomia e dell'ottica che nobilita la pittura, tale da poterla equiparare alle altre arti liberali (cioè speculative), quali la filosofia, la poesia, la teologia, ecc.
Il tratto distintivo della scienza pittorica è la sua universalità, poiché l'occhio veicola una comunicazione che, a differenza dell'orecchio, non è soggetta a variazioni linguistiche, quindi "non ha bisogno di interpreti [...] come hanno le lettere".

### Contenuti
La pittura, per Leonardo, è scienza, rappresentando «al senso con più verità e certezza le opere di natura», mentre «le lettere rappresentano con più verità le parole al senso». Ma, aggiunge Leonardo riprendendo un concetto aristotelico, è «più mirabile quella scienza che rappresenta le opere di natura, che quella che rappresenta [...] le opere degli uomini, com'è la poesia, e simili, che passano per la umana lingua».
Fra le scienze la pittura «è la prima; questa non s'insegna a chi natura nol concede, come fan le matematiche, delle quali tanto ne piglia il discepolo, quanto il maestro gliene legge. Questa non si copia, come si fa le lettere [...] questa non s'impronta, come si fa la scultura [...] questa non fa infiniti figliuoli come fa i libri stampati; questa sola si resta nobile, questa sola onora il suo autore, e resta preziosa e unica, e non partorisce mai figliuoli uguali a sé». Gli scrittori a torto non hanno considerato la pittura nel novero delle arti liberali, dal momento che essa non solo «alle opere di natura, ma ad infinite attende, che natura mai creò». E non è colpa della pittura se i pittori non hanno saputo mostrare la sua dignità di scienza, poiché essi non fanno professione di scienza e «perché la lor vita non basta ad intender quella».
«Il primo principio della scienza della pittura è il punto, il secondo è la linea, il terzo è la superficie, il quarto è il corpo [...] il secondo principio della pittura è l'ombra»; e si estende alla prospettiva, che tratta della diminuzione dei corpi, dei colori e della «perdita della cognizione de' corpi in varie distanze». Dal disegno, che tratta della figurazione dei corpi, deriva la scienza «che si estende in ombra e lume, o vuoi dire chiaro e scuro; la qual scienza è di gran discorso».
La pittura è superiore alla scultura, non solo perché lo scultore opera «con esercizio meccanicissimo, accompagnato spesse volte da gran sudore composto di polvere e convertito in fango, con la faccia impastata, e tutto infarinato di polvere di marmo che pare un fornaio, e coperto di minute scaglie, che pare gli sia fioccato addosso; e l'abitazione imbrattata e piena di scaglie e di polvere di pietre», mentre il pittore «con grande agio siede dinanzi alla sua opera ben vestito e muove il lievissimo pennello co' vaghi colori, ed ornato di vestimenti come a lui piace; ed è l'abitazione sua piena di vaghe pitture, e pulita, ed accompagnata spesse volte di musiche, o lettori di varie e belle opere, le quali senza strepito di martelli od altro rumore misto, sono con gran piacere udite»; lo è soprattutto perché il pittore «ha dieci vari discorsi, co' quali esso conduce al fine le sue opere, cioè luce, tenebre, colore, corpo, figura, sito, remozione, propinquità, moto e quiete», mentre lo scultore deve solo considerare «corpo, figura, sito, moto e quiete; nelle tenebre o luce non s'impaccia, perché la natura da sé le genera nelle sue sculture; del colore nulla».
E la pittura supera anche la poesia, perché mostra fatti, non parole; la pittura «non parla, ma per sé si dimostra e termina ne' fatti; e la poesia finisce in parole, con le quali come briosa sé stessa lauda».

### I colori
Attingendo dunque alle teorie di Aristotele, che contro lo scetticismo aveva difeso la verità dei sensi in relazione agli oggetti da loro rispettivamente percepiti, Leonardo concepiva arte e scienza come un tutt'uno, e vedeva in particolare nel bianco e nel nero gli estremi fondamentali della gamma cromatica, a partire dai quali studiò il modo in cui due colori complementari si pongono reciprocamente in risalto, distinguendo le tinte prodotte dalla luce, come il giallo e il rosso, dai colori delle ombre, spesso tendenti al verde e all'azzurro.
Leonardo distingueva così sei colori fondamentali: il bianco, il giallo, il verde, l'azzurro, il rosso, il nero.
(Leonardo, Trattato della pittura, cap. CLXI)

## Edizioni

### Edizioni nel Seicento e nel Settecento

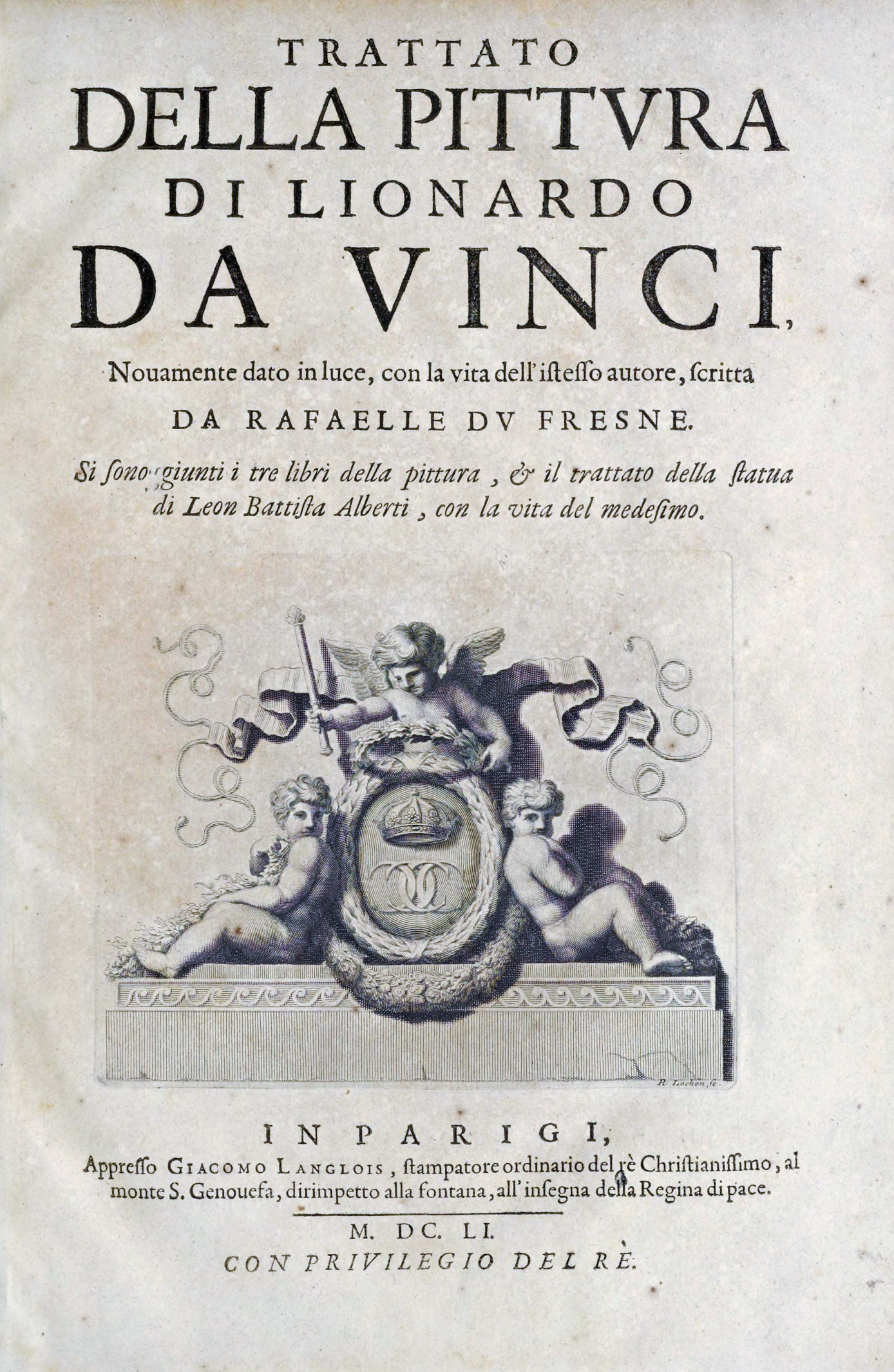
Frontespizio dell'edizione italiana del 1651

- Trattato della pittura di Leonardo da Vinci, Parigi, 1651.
- (FR) Traitté de la peinture de Leonard de Vinci, Paris, 1651.
- (FR) Traité de la peinture de Leonard de Vinci, Paris, 1716.
- (EN) A Treatise of Painting by Leonardo da Vinci, London, 1721.
- Trattato della pittura di Lionardo da Vinci, Parigi, 1733.
- (DE) Des vortreflichen Florentinischen Mahlers Lionardo da Vinci höchst-nützlicher Tractat von der Mahlerey, Nürnberg, 1747.
- (ES) El tratado de la pintura por Leonardo de Vinci, Madrid, 1784.
- Trattato della pittura di Lionardo da Vinci, Bologna, 1786.
- Trattato della pittura di Lionardo da Vinci, Firenze, 1792.
- (EN) A Treatise of Painting by Leonardo da Vinci, London, 1796.

### Edizioni derivate dal manoscritto
- Trattato della pittura di Lionardo da Vinci tratto da un codice della Biblioteca Vaticana, Roma, 1817. (Volume 1, Volume 2)
- Trattato della pittura di Leonardo da Vinci, condotto sul cod. Vaticano Urbinate 1270, Roma, 1890.